# Liemarvin Bonevacia
Liemarvin Bonevacia (wym. [ˌliˈmɑrfɪn ˌbɔnəˈfɑsjɑ]; ur. 5 kwietnia 1989 roku w Willemstad) – pochodzący z Curaçao holenderski lekkoatleta specjalizujący się w biegu na 400 metrów.

## Kariera
Jest wychowankiem klubu Trupial, w którym zaczynał biegać w wieku 17 lat. Początkowo uprawiał biegi średnio- i długodystansowe. Jako student Peter Stuyvesant College wziął udział w Unwersjadzie w 2011 roku, która rozgrywana była w Shenzhen w Chinach. Wystartował tam w wyścigach na 400 i 200 metrów, z których odpadł odpowiednio w pół- (48,26 s.) i ćwierćfinale (21,60). W związku z dobrymi wynikami, uzyskał stypendium portorykańskiego Universidad del Este, gdzie studiuje marketing.
20 kwietnia 2012 roku w trakcie uniwersyteckiej Ligi Lekkoatletycznej w Portoryko uzyskał na 400 metrów wynik 46,11, bijąc tym samym o dwie setne sekundy rekord kraju Churandy Martiny z 2007 roku. Niedługo później, bo 28 kwietnia 2012 roku, Bonevacia zakwalifikował się na Igrzyska Olimpijskie w Londynie w 2012 roku z czasem 45,77 (nowy rekord życiowy), uzyskanym podczas Grand Prix International Ximena w kolumbijskim Medellín.
Przed rozpoczęciem zmagań olimpijskich trenował w Narodowym Centrum Sportu Papendal w Holandii. W lipcu wziął udział w mityngu w Liège, gdzie rywalizował na nietypowym dystansie 300 metrów. Zajął wówczas trzecie miejsce, za Jonathanem Borlée i Obakengiem Ngwigwą.
Na Igrzyskach startował jako członek drużyny Niezależnych Sportowców. Sytuacja ta związana była z politycznym rozpadem terytorium Antyli Holenderskich, które posiadały własny komitet olimpijski, na pięć oddzielnych terytoriów, które swoich komitetów nie miały. W zaistniałej sytuacji MKOl zezwolił sportowcom z Bonaire, Curaçao, Saby, Sint Eustatius i Sint Maarten na udział w igrzyskach pod flagą olimpijską, choć sam Bonevacia mógł również startować jako reprezentant Holandii.
Biegacz z Antyli w swoim biegu eliminacyjnym uzyskał wynik 45,60 sekund poprawiając tym samym swój rekord życiowy, rekord Curaçao i rekord Królestwa Niderlandów. Dało mu to 22 wynik (3 w swoim biegu, za Kirani Jamesem i Ramonem Millerem) i awans do półfinału. W kolejnej rundzie Bonevacia doznał kontuzji mięśni prawego uda już na samym początku biegu. Mimo tego ukończył bieg, choć uzyskany przez niego czas (1:36,42) był gorszy od poprzedzającego go Saudyjczyka Youssefa Al-Masrahiego o ponad 50 sekund. Ostatecznie zajął 24 miejsce w generalnej kwalifikacji biegu na 400 metrów.
W 2016 zdobył dla Holandii brązowy medal mistrzostw Europy w Amsterdamie oraz wystartował na igrzyskach olimpijskich w Rio de Janeiro, natomiast w 2017 zdobył brązowy medal na halowych mistrzostwach Europy w Belgradzie.

## Rekordy

### Rekordy życiowe
| Dystans                   | Rezultat | Data                  | Miejsce   | Zawody               | Uwagi           | Źródła |
| ------------------------- | -------- | --------------------- | --------- | -------------------- | --------------- | ------ |
| bieg na 300 metrów        | 32,21    | 17 lutego 2024(dts)   | Pretoria  |                      |                 |        |
| bieg na 400 metrów        | 44,48    | 21 sierpnia 2021(dts) | Berno     | CITIUS Meeting       | rekord Holandii |        |
| bieg na 400 metrów (hala) | 45,48    | 27 lutego 2022(dts)   | Apeldoorn | mistrzostwa Holandii | rekord Holandii |        |